# The Ultimate Meeting

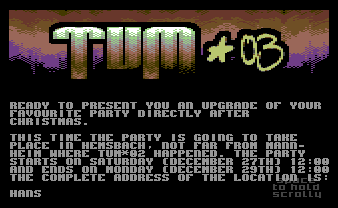
Bildschirmfoto der digitalen Einladung zur tUM 2003 (C64)

the Ultimate Meeting (kurz tUM) ist eine jährlich stattfindende, dreitägige Veranstaltung der europäischen Demoszene-Kultur in Deutschland, meist kurz als „Demoparty“ bezeichnet. Im Mittelpunkt steht das Treffen der an der Demoszene Interessierten und der Erfahrungsaustausch untereinander. Als Höhepunkt gelten die durchgeführten Computerkunst-Wettbewerbe (szenesprachlich Competitions oder kurz Compos), in denen Programmierer, Grafiker und Musiker ihre häufig erst vor Ort fertiggestellten Werke vor dem Publikum gegeneinander antreten lassen. Im Gegensatz zu LAN-Partys, die ebenfalls durch den Einsatz von Computern geprägt sind, ist das Spielen auf Demopartys und insbesondere der tUM unerwünscht.
Neben der etwa viermal so stark besuchten Revision (früher Breakpoint) und der knapp doppelt so großen Evoke in Köln ist die tUM in Südwestdeutschland die dritte deutsche Demoparty, die sich als fester Bestandteil der europäischen Demoszene-Kultur etablieren konnte. Die tUM gilt als Alternative zur dänischen The Party, die von 1991 bis 2002 ebenfalls jährlich zwischen Weihnachten und Neujahr veranstaltet wurde. Im Jahr 2014 gaben die Organisatoren bekannt, dass in jenem Jahr pausiert würde. Zeitgleich wurde bekanntgegeben, dass die Gruppe AttentionWhore (ATW) eine Ersatzparty („Under Construction“) anlässlich ihres fünfjährigen Bestehens veranstalten wird, bei der viele Organisatoren der tUM beteiligt sind.

## Geschichte
Die Party startete 1999 als Zusammenkunft von nur 35 Demoszenern in einer alten Industriehalle. Nach einer zweijährigen Pause ist sie jedoch seit 2002 kontinuierlich gewachsen. In den Jahren 1999 und 2002 fand tUM in Mannheim, 2003 und 2004 in der Hans-Michel-Halle in Hemsbach und seit 2005 in der Festhalle Durlach statt. Mit etwa 200 bis 250 Besuchern die drittgrößte Veranstaltung dieser Art in Deutschland, finden sich hier bekannte Gruppen und internationale Gäste mit sehr guten und ernst zu nehmenden Beiträgen ein. Die besten, auf der tUM erstmals gezeigten Einzelbeiträge werden regelmäßig auch für den Scene.org-Award nominiert.
Das für die Organisation der tUM entwickelte CMS PartyMeister wird inzwischen für weitere Demopartys verwendet, u. a. Breakpoint und Revision sowie Demodays (früher Buenzli).
Zu den Sponsoren der Veranstaltung zählten bisher unter anderem United Internet, Dreamcast-Scene und der Digitale Kultur e. V.
Im Gegensatz zu den meisten anderen Demopartys dieser Größenordnung, die sich hauptsächlich auf den PC beschränken (oder auf ein bestimmtes System spezialisiert sind) gibt es auf der tUM neben den üblichen Wettbewerben immer noch C64-Competitions mit umfangreicher Beteiligung.
Während bei anderen Demopartys Spieler zwar nicht sonderlich gerne gesehen, oft aber toleriert werden, weisen die Veranstalter der tUM explizit darauf hin, dass typische LAN-Party-Besucher, die nicht an der Demoszene interessiert sind, unerwünscht sind.

## Tastatur und Maus e.V.
Seit 2007 wird die Veranstaltung von dem für diesen Zweck gegründeten eingetragenen Verein Tastatur und Maus organisiert. Der Verein hat sich neben der Organisation der eigenen Demoparty die allgemeine Förderung der Demoszene zum Ziel gesetzt. Schwerpunkt sind Aktivitäten in Deutschland unter Berücksichtigung einer internationalen Zielgruppe. Zusätzlich unterstützt der Verein auch andere Veranstaltungen der Demoszene, wie zum Beispiel die Demodays in Olten (Schweiz), die Breakpoint in Bingen und später die Revision in Saarbrücken.
Im Jahr 2008 vergab der Verein erstmals einen Jurypreis in Höhe von 350 Euro an eine einzelne Person oder eine Gruppe innerhalb der Demoszene, die sich mit einer Produktion im Rahmen der tUM besonders hervorgetan hatten. Der Empfänger dieses Preises wurde auf der tUM von einer unabhängigen Jury aus Mitgliedern der Demoszene bestimmt.